# Beast
Beast – piąty album studyjny amerykańskiej grupy muzycznej DevilDriver wydany 22 lutego 2011 nakładem Roadrunner Records.
Na edycji limitowanej ukazały się trzy dodatkowej utwory oraz materiał filmowy – dokumentarium grupy wraz z teledyskami. Opatrzona też była inną okładką.

## Lista utworów

### Wersja podstawowa
| Nr  | Tytuł utworu                             | Długość |
| --- | ---------------------------------------- | ------- |
| 1.  | „Dead To Rights”                         | 4:53    |
| 2.  | „Bring The Fight” (To The Floor)         | 3:33    |
| 3.  | „Hardened”                               | 5:46    |
| 4.  | „Shitlist”                               | 4:04    |
| 5.  | „Talons Out (Teeth Sharpened)”           | 4:20    |
| 6.  | „You Make Me Sick”                       | 5:18    |
| 7.  | „Coldblooded”                            | 4:06    |
| 8.  | „Blur”                                   | 4:58    |
| 9.  | „The Blame Game”                         | 4:00    |
| 10. | „Black Soul Choir” (cover 16 Horsepower) | 5:07    |
| 11. | „Crowns Of Creation”                     | 4:55    |
| 12. | „Lend Myself To The Night”               | 4:01    |
|     |                                          | 55:01   |

### Edycja specjalna
Utwory bonusowe na edycji limitowanej
13. „Lost”
14. „Fortune Favors The Brave”
15. „Grinfucked” (live)
Film dokumentalny
- You May Know Us From The Stage, reż. Daniel J. Burke alias Bruce Wayne)

Teledyski grupy
- „Not All Who Wander Are Lost”
- „Clouds Over California”
- „Pray For Villains”
- „Fate Stepped In”
- „Another Night In London”

## Single
- „Dead To Rights”[3] (11 stycznia 2011)

## Teledyski
- „Dead To Rights”[4]

## Twórcy
Członkowie grupy
- Bradley "Dez" Fafara – śpiew, teksty utworów
- Mike Spreitzer – gitara elektryczna, gitara basowa
- Jeff Kendrick – gitara elektryczna
- Jon Miller – gitara basowa, gitara
- John Boecklin – perkusja, dodatkowa gitara, gitara basowa

Udział innych
- Mark Lewis – producent muzyczny
- Andy Sneap – miksowanie